# Victor Edelstein
Victor Edelstein (sinh ngày 10 tháng 7 năm 1946) là một nhà tạo mẫu, nổi tiếng nhờ nhiều thiết kế cho Diana, Vương phi xứ Wales vào những năm 1980. Vào năm 1989, ông được so sánh là Oscar de la Renta người Anh và "là bậc thầy của diện mạo Anh". Ông hiện đang là một họa sĩ.

## Thuở đầu sự nghiệp
Edelstein sinh tại Luân Đôn. Vào năm 1968, ông trở thành một nhà thiết kế thực tập cho Alexon. Ngoài Alexon và Salvador, ông còn làm việc cho Nettie Vogues, Clifton Slimline và Biba. Vào năm 1970, ông mở một nhãn hiệu riêng trong thời gian ngắn. Ông sau đó trải qua 3 năm làm việc cho chi nhánh Luân Đôn của hãng Christian Dior S.A. dưới sự chỉ dẫn của Jorn Langberg, trước khi tái thiết lập nhãn hiệu của mình vào năm 1978. Vào năm 1982, Edelstein quyết định tập trung vào dòng thời trang cao cấp và thiết kế cho sân khấu và múa ba-lê.

## Khách hàng

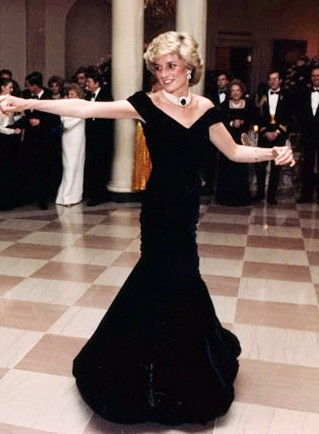
Diana, Vương phi xứ Wales đang mặc chiếc đầm Travolta của Victor Edelstein tại Nhà Trắng vào năm 1985.

Nơi làm việc của Edelstein nằm ở Stanhope Mews West, Luân Đôn. Thiết kế nổi tiếng nhất của ông có thể là chiếc đầm nhung màu xanh sẫm cho Diana, Vương phi xứ Wales vào năm 1985, khi bà mặc đến Nhà Trắng và khiêu vũ cùng John Travolta. Chiếc đầm này, ở cả hai lần đấu giá, đều thiết lập nên kỷ lục cho trang phục đắt giá nhất của Diana (137.000 bảng Anh (222.500 đô-la Mỹ) vào năm 1996, và 240.000 bảng Anh (362.424 đô-la Mỹ) vào năm 2013). Ngoài Diana, khách hàng của ông còn có Công tước xứ Kent, Công chúa xứ Hanover, Vương phi Michael xứ Kent, Công tước xứ Snowdon, Anna Wintour, Tina Brown, vợ Anne của Michael Heseltine và Lady Nuttall, người phát biểu rằng văn phòng của Edelstein là nơi duy nhất mà chồng bà muốn đến cùng khi đi mua sắm quần áo. Vào cuối thập niên 1980, giá cả một chiếc đầm ngủ của ông thường ở khoảng 2.400 đến 2.500 bảng Anh, với mỗi khách hàng thường mua từ 3 đến 4 bộ trang phục mỗi mùa (một chiếc đầm dạ hội, một bộ com-plê và một hoặc hai chiếc đầm ăn tối).

## Những năm sau này
Edelstein đóng cửa tiệm vào năm 1993, giải thích rằng giờ đây không còn là nơi của thị trường quần áo hạng sang nữa. Kể từ đó, ông tự nhận mình là một họa sĩ, trưng bày tác phẩm của mình khắp châu Âu và Hoa Kỳ. Bức chân dung Judith Martin, một nhà chính quyền Mỹ được biết đến là 'Miss Manners', do ông họa được người chồng mua lại vào lần sinh nhật thứ 70 của bà và giờ đây được trưng bày tại National Portrait Gallery, Washington. Vợ ông, Annamaria Succi, cũng là một họa sĩ.